# Anton Lengauer-Stockner
Anton Lengauer-Stockner (ur. 18 listopada 1961 w Schwoich) – austriacki biathlonista.

## Kariera
W Pucharze Świata zadebiutował 17 stycznia 1985 roku w Oberhofie, zajmując 41. miejsce w biegu indywidualnym. Pierwsze punkty wywalczył dwa dni później, 19 stycznia 1985 roku w tej samej miejscowości, zajmując 33. miejsce w sprincie. Nigdy nie stanął na podium indywidualnych zawodów PŚ, jednak dokonał tego w drużynie, 22 stycznia 1995 roku w Oberhofie razem z Hannesem Obererlacherem, Wolfgangiem Pernerem i Ludwigiem Gredlerem zajął drugie miejsce w biegu drużynowym. Najlepsze wyniki osiągnął w sezonie 1985/1986, kiedy zajął 39. miejsce w klasyfikacji generalnej. W 1985 roku wystąpił na mistrzostwach świata w Ruhpolding, gdzie zajął 31. miejsce w biegu indywidualnym, 25. miejsce w sprincie i dziesiąte w sztafecie. Zajął też między innymi 19. miejsce w sprincie i szóste w sztafecie podczas mistrzostw świata w Lake Placid w 1987 roku. Brał też udział w igrzyskach olimpijskich w Calgary, gdzie wraz z kolegami z reprezentacji zajął czwarte miejsce w sztafecie.

## Osiągnięcia

### Igrzyska olimpijskie
| Rok  | Miejscowość | Konkurencje | Konkurencje | Konkurencje | Konkurencje | Konkurencje | Konkurencje | Konkurencje |
| Rok  | Miejscowość | IN          | SP          | PU          | MS          | RL          | MR          | SR          |
| ---- | ----------- | ----------- | ----------- | ----------- | ----------- | ----------- | ----------- | ----------- |
| 1988 | Calgary     | –           | –           | nd.         | nd.         | 4.          | nd.         | –           |

### Mistrzostwa świata
| Rok  | Miejscowość | Konkurencje | Konkurencje | Konkurencje | Konkurencje | Konkurencje | Konkurencje | Konkurencje |
| Rok  | Miejscowość | IN          | SP          | PU          | MS          | RL          | MR          | SR          |
| ---- | ----------- | ----------- | ----------- | ----------- | ----------- | ----------- | ----------- | ----------- |
| 1985 | Ruhpolding  | 31.         | 25.         | nd.         | nd.         | 10.         | nd.         | –           |
| 1986 | Oslo        | 34.         | 22.         | nd.         | nd.         | 7.          | nd.         | –           |
| 1987 | Lake Placid | 41.         | 19.         | nd.         | nd.         | 6.          | nd.         | –           |
| 1989 | Feistritz   | –           | –           | nd.         | nd.         | 9.          | nd.         | –           |

### Puchar Świata

#### Miejsca w klasyfikacji generalnej
| Sezon     | Miejsce |
| --------- | ------- |
| 1984/1985 | 51.     |
| 1985/1986 | 39.     |
| 1986/1987 | 48.     |
| 1987/1988 | ?       |
| 1988/1989 | 73.     |
| 1989/1990 | -       |
| 1994/1995 | 67.     |

#### Miejsca na podium chronologicznie
Lengauer-Stockner nigdy nie stanął na podium indywidualnych zawodów PŚ.